# Amra
Amra je žensko osebno ime

## Izvor imena
Ime Amra je Žívi pomensko sorodno muslimansko ime.
Ime Amra razlagajo iz arabske besede 'amr, ki pomeni »življenje; rast; dolgo življenje«.

## Pogostost imena
Po podatkih Statističnega urada Republike Slovenije je bilo na dan 31. decembra 2007 v Sloveniji število ženskih oseb z imenom Amra: 204.